# 第5独立親衛戦車旅団 (ロシア陸軍)
第5独立親衛戦車旅団（だい5どくりつしんえいせんしゃりょだん、ロシア語: 5-я отдельная гвардейская танковая бригада）は、ロシア陸軍の旅団。第36諸兵科連合軍隷下。

## 概要

### 第二次世界大戦

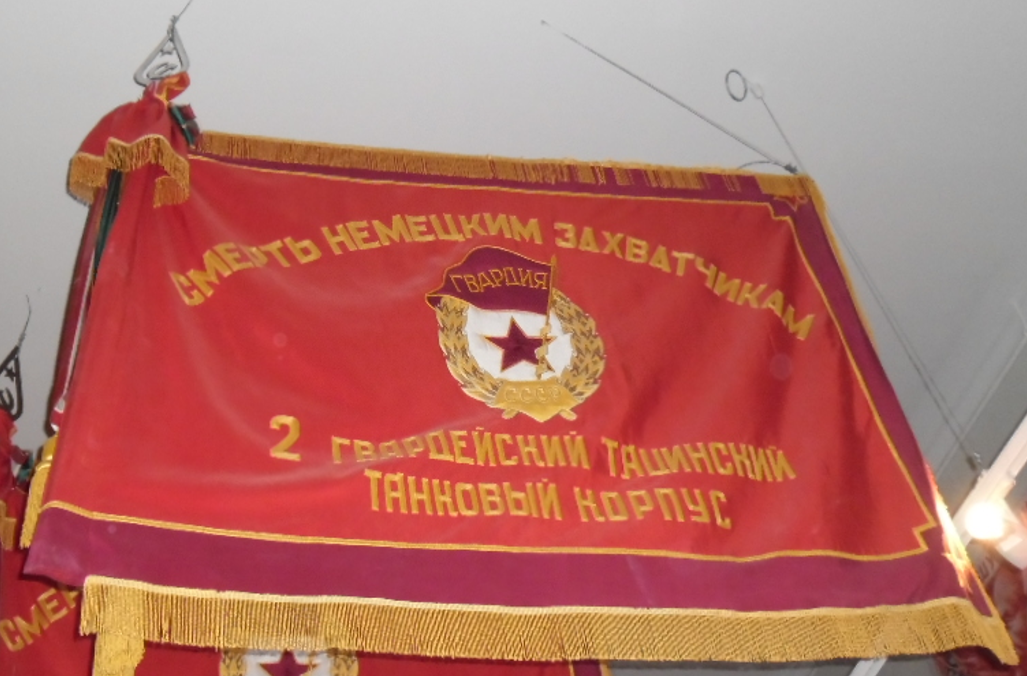
第2親衛戦車軍団旗

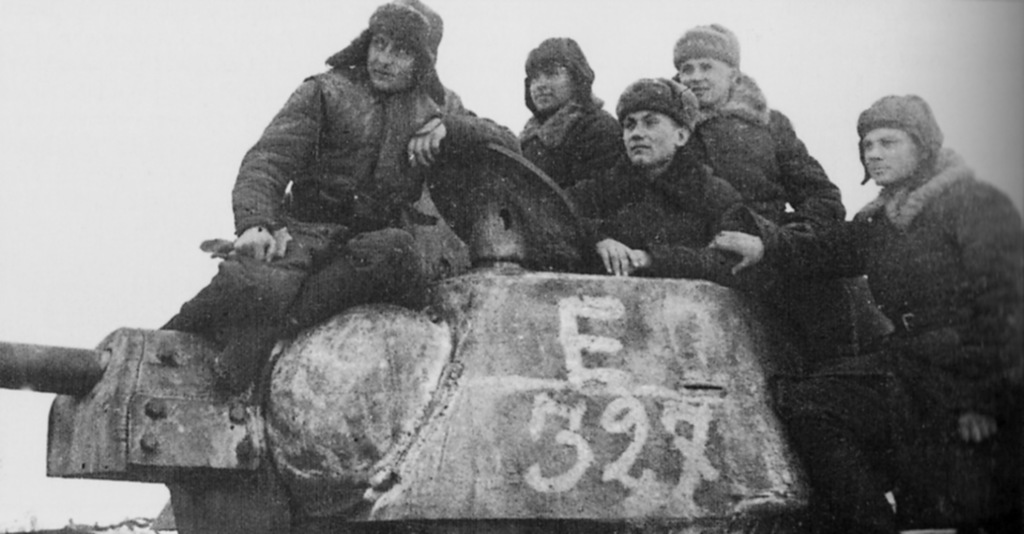
スターリングラードに展開中の様子

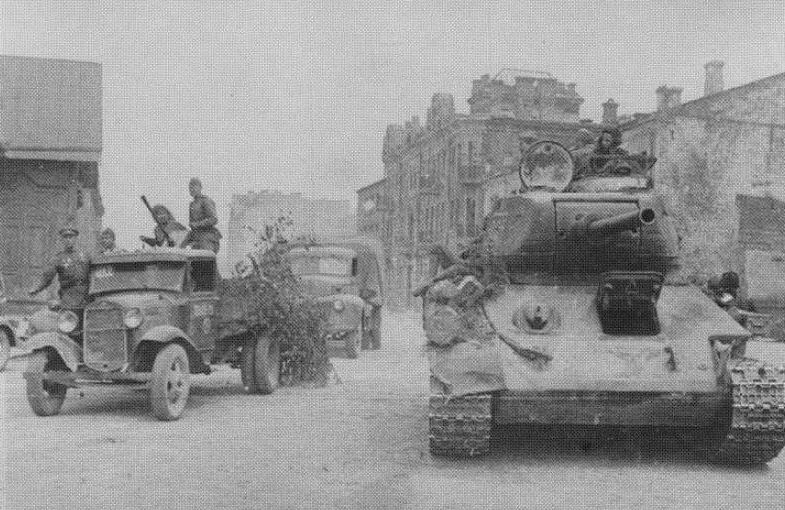
ミンスクに展開中の様子

1942年4月19日、第二次世界大戦の影響に伴い、赤軍第24戦車軍団としてロシア・ソビエト連邦社会主義共和国で創設された。
1942年4月から独ソ戦に投入され、枢軸国に勝利し、赤旗勲章、2等スヴォーロフ勲章、名誉称号「親衛隊」、「タツィンスカヤ」を授与され、第2親衛戦車軍団に改称された。
1945年7月、部隊縮小に伴い、第2親衛戦車師団に改編された。

### 冷戦期
1947年、エストニア・ソビエト社会主義共和国に移駐した。
1953年、ロシア・ソビエト連邦社会主義共和国レニングラード州に移駐した。
1968年4月、モンゴルに移駐した。
1990年5月、チタ州に移駐した。

### ロシア陸軍
1992年5月、ソビエト連邦の崩壊とロシアの独立で創設されたロシア陸軍に編入した。
2001年3月、第3742親衛中央戦車予備基地に改編され、2005年に解隊された。
2009年、第5独立親衛戦車旅団としてブリヤート共和国で再編された。
2015年2月、ドンバス戦争で東部ドネツィク州デバルツェボ占領に貢献した。
2016年12月、シリア内戦に投入され、ルスラン・ガリツキー旅団長が戦死した。

### ロシアのウクライナ侵攻

#### 北部・キーウ戦線
2022年2月24日、ロシアのウクライナ侵攻でベラルーシに配備され、キーウ方面で攻勢を開始したが、3月に第2戦車大隊のタロ・アバタエフ大隊長、ロケット砲大隊のドミトリー・ドルミドントフ大隊長が戦死して撃退された。第2戦車大隊がキーウ西のジトーミル方面で無抵抗の民間人を射殺する戦争犯罪を犯した。

#### 北東部・イジューム戦線
2022年4月、北東部ハルキウ州イジューム地区に再配置され、友軍を火力支援したが、9月にウクライナ軍の攻勢でハルキウ州の大部分が解放されたため、そのまま殺られたか退却したとみられる。

#### 東部・南ドネツク戦線
2023年2月、東部ドネツィク州ヴォルノヴァーハ地区に再配置され、ヴフレダール方面、ヴェリカ・ノヴォシルカ方面の友軍を攻守にわたって火力支援した。

## 編制
- 旅団司令部（ウラン・ウデ）
- 第1戦車大隊
- 第2戦車大隊
- 第3戦車大隊
- 自動車化狙撃大隊
- 旅団砲兵群
  - 本部中隊
  - 自走砲大隊
  - ロケット砲大隊
- 高射ミサイル大隊

- 通信大隊
- 兵站大隊
- 偵察中隊
- 工兵中隊
- 狙撃中隊
- 整備中隊
- 電子戦中隊
- NBC防護中隊
- 衛生中隊